# Annelore Zinke

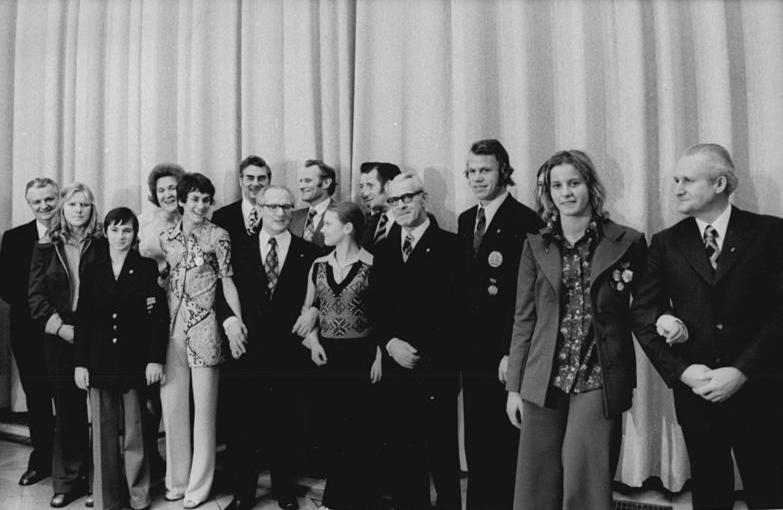
Auszeichnung verdienter Sportler der DDR 1974, Annelore Zinke ist die dritte von links

Annelore Zinke (* 10. Dezember 1958 in Lauchhammer, nach Heirat Annelore Haupt) ist eine ehemalige deutsche Gerätturnerin, die 1974 Weltmeisterin am Stufenbarren wurde. Sie startete für den SC Dynamo Berlin.

## Werdegang
Annelore Zinke begann in Gorden ihre erfolgreiche Laufbahn. Sie trainierte bei Jürgen Heritz, der bereits Karin Janz zur Weltmeisterin und Olympiasiegerin am Stufenbarren gemacht hatte. Sie belegte bei der DDR-Meisterschaft 1973 den zweiten Platz am Stufenbarren, geschlagen nur von Angelika Hellmann. 1974 platzierte sie sich erneut als Zweite am Stufenbarren, punktgleich mit Hellmann lag sie hinter Richarda Schmeisser, im Mehrkampf erreichte sie den zweiten Platz hinter Angelika Hellmann. Bei der Weltmeisterschaft 1974 in Warna gewann die DDR-Riege mit Irene Abel, Heike Gerisch, Angelika Hellmann, Bärbel Röhrich, Richarda Schmeißer und Annelore Zinke Silber hinter der sowjetischen Mannschaft. Im Mehrkampf belegte Zinke den sechsten Platz. An ihrem Paradegerät, dem Stufenbarren, gewann sie den Titel vor Olga Korbut und Ljudmila Turischtschewa, Hellmann und Schmeisser belegten die Plätze vier und fünf. Sie war damit die jüngste Weltmeisterin, die es in der Geschichte der bisher 18 ausgetragenen Titelkämpfe aller Kontinente gab. Im selben Jahr wurde sie mit dem Vaterländischen Verdienstorden in Bronze ausgezeichnet.
1975 nahm Annelore Zinke zusammen mit Richarda Schmeisser an der Europameisterschaft in Skien teil. In der Mehrkampfwertung erreichte Zinke den dritten Platz hinter Nadia Comăneci und Nelli Kim. Zusätzlich konnte sich Zinke für alle Gerätefinals qualifizieren. Am Boden wurde sie Sechste, am Schwebebalken und beim Sprung belegte sie den fünften Platz. Am Stufenbarren gewann Annelore Zinke die Silbermedaille hinter Nadia Comăneci.
1976 verpasste Annelore Zinke nach mehreren Verletzungen die Olympiateilnahme und beendete ihre Karriere. Sie besuchte vier Jahre das Institut für Lehrerbildung in Großenhain, arbeitete als Unterstufenlehrerin in Elsterwerda und war  SED-Parteisekretärin an der Rudi-Arndt-Oberschule. Die Mutter von zwei Töchtern lebt in Plessa.